# El Constitucional
El Constitucional fue un periódico editado en Barcelona durante algo más de seis años en la primera mitad del siglo XIX, concretamente y con alguna interrupción, entre 1837 y 1843.

## Fundación
Su primer ejemplar salió a la calle el 1 de agosto de 1837. El periódico fue fundado por iniciativa del humanista Pedro Felipe Monlau (1808-1871) con el objetivo de cubrir el espectro ideológico liberal-progresista después de que los diarios El Guardia Nacional y El Vapor cambiasen su línea editorial hacia los postulados liberal-moderados.
Monlau militaba en el Partido Progresista y pertenecía al ala más radical del mismo. Previamente a la fundación de El Constitucional había sido, temporalmente, el director del mencionado El Vapor y colaborador en El Sancho Gobernador.
El periódico fue cerrado por orden gubernamental a los tres meses de nacer y tras la victoria del Partido Moderado en las elecciones de 1837. Monlau fue deportado a Canarias desde donde huyó para exiliarse en Francia. A su vuelta del exilio en 1839 reiniciará, junto a Pedro Mata Fontanet, su publicación.

## Línea editorial y contenido
Inicialmente se distinguió por su denuncia del carlismo en plena I Guerra Carlista así como su defensa de la Constitución de 1837 cuya portada era la imagen de su cabecera.
Tras su reaparición el 23 de junio de 1839, fue la publicación donde se pudieron expresar las diversas tendencias que convivían dentro del progresismo aunque se mantuvo distante de las posiciones más extremas. Se definía asimismo como defensor de la monarquía constitucional; a favor de seguir la lucha contra los carlistas así como el mantenimiento del orden público.
Al inicio de la regencia de Espartero dio su apoyo a la misma como vía para frenar el carlismo, el moderantismo y las posiciones más radicales del liberalismo. Este enfoque hizo que Monlau lo abandonase en 1840 para fundar El Popular de corte más cercano al republicanismo. Asumió, entonces, la dirección un militar, Antonio Seijas Prado y su línea editorial, a pesar del apoyo inicial, se posicionó en 1843 contra el regente quién acabó marchando al exilio.
Su contenido lo abría una información sobre las nuevas leyes y normas a la que seguía un artículo de opinión. Tenía secciones de noticias nacionales, extranjeras y locales a lo que sumaba una «crónica mercantil» y una pequeña sección de teatro. También incluía ocasionalmente textos remitidos tales como manifiestos políticos o avisos.
Una de las noticias que publicó fue la que, el 10 de noviembre de 1839, informaba de la obtención de la primera fotografía realizada en España. Esta fue un daguerrotipo de la lonja de Barcelona que se atribuyó a su director, Monlau.

## Formato
Se publicaba en cuatro páginas con el texto en tres columnas y presentaba como cabecera una imagen de la constitución de 1837. A partir del 24 de julio de 1842 incluyó semanalmente un suplemento denominado El Sapo y El Mico que se definía a sí mismo como «periódico insolente, descarado, asqueroso y repugnante, dedicado a lo más soez de la sociedad, por una reunión de brutos».

## Épocas
Tuvo dos épocas: una inicial de poco menos de tres meses entre el 1 de agosto de 1837 y el 16 de octubre del mismo año, cuando fue cerrado por la autoridad y su director deportado. Publicó en ese periodo 77 números. La segunda época se inició el 23 de junio de 1839 y duraría hasta el 24 de noviembre de 1843 poco después de la jura de la constitución por Isabel II.

## Otra bibliografía
1. Barnosell Jordà, Genís (2006).  Universidad de Cantabria, ed. Libertad, Igualdad, Humanidad. La construcción de la democracia en Cataluña (1839-1843). parte de Suárez Cortina, Manuel (Ed.) “La redención del pueblo: la cultura en la España liberal”. ISBN 9788481029918. Consultado el 22 de marzo de 2017.

- Datos: Q30902558